# Von Roll
Die Von Roll Holding AG ist ein weltweit tätiger Schweizer Industriekonzern mit Hauptsitz in Breitenbach, der heute auf Erzeugnisse zur Energiegewinnung, -übertragung und -verteilung spezialisiert ist. 
Die operativen Aktivitäten des Unternehmens gliedern sich in die Segmente Von Roll Insulation, Von Roll Composites und in weitere Aktivitäten. Das Unternehmen ist seit 1987 an der SIX Swiss Exchange unter dem Symbol ROL notiert. Historisch war die Von Roll vorrangig bedeutend für ihre Eisenwerke und Giessereien.
Im August 2023 gab die Altana AG bekannt, 84,3 % der Aktien über ihr Tochterunternehmen Elantas GmbH erworben zu haben. 80,9 % der Aktien stammen aus dem Besitz der Familie von Finck. Der Kaufpreis hierfür lag bei ca. 300 Mio. CHF. Weitere 1,7 % der Aktien stammen aus dem Besitz zweier Vorstände der Von Roll Holding AG. Die restlichen ca. 2 % sind eigene Aktien im Besitz der Von Roll Holding AG. Bis zum 8. September 2023 konnte der Anteil durch Zukäufe auf 87,69 % erhöht werden. Unter B3-87/23 wurde die Übernahme am 11. August 2023 beim Bundeskartellamt angemeldet. Die Freigabe wurde am 8. September 2023 erteilt. Das Urteil in der Kraftloserklärungsklage wurde Anfang Mai 2024 rechtskräftig. Seitdem besitzt die Elentas GmbH 100 % der Aktien der von Roll AG.

## Geschichte

### 19. Jahrhundert

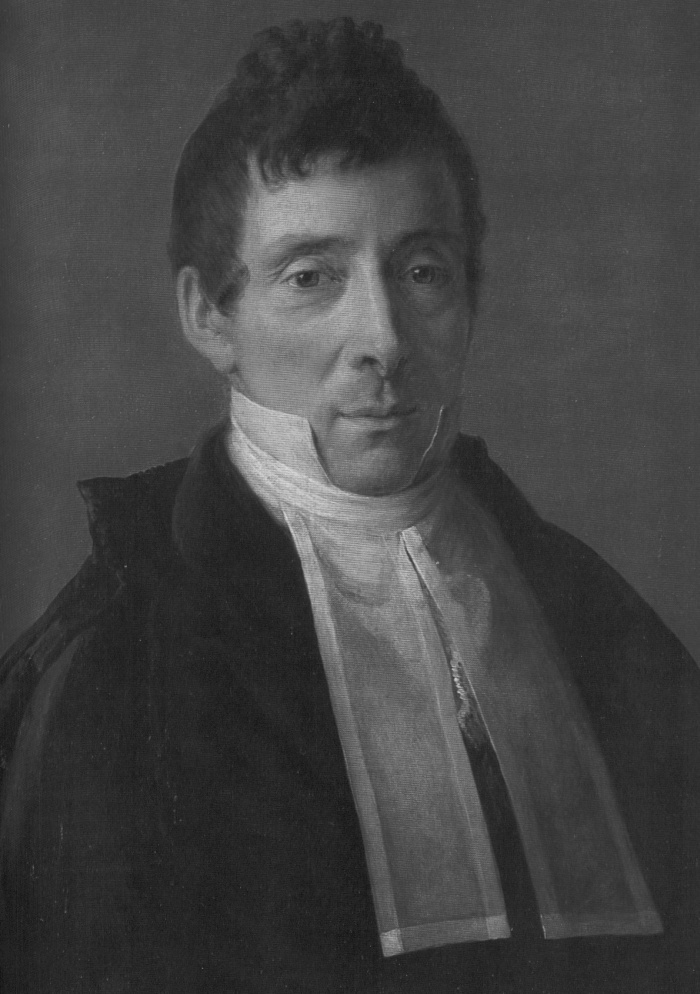
Ludwig von Roll (um 1825)

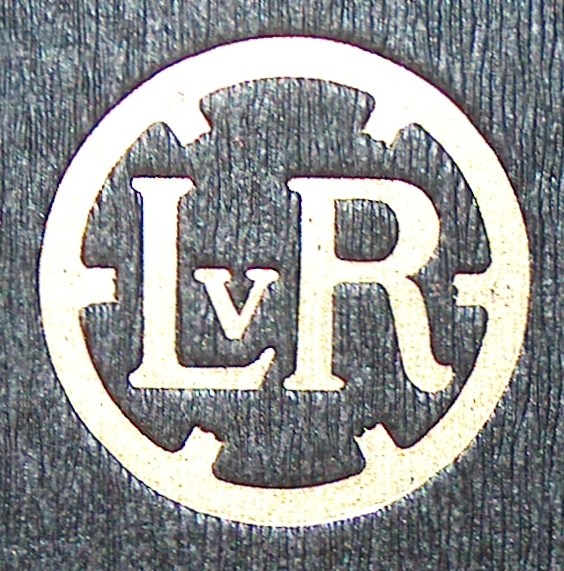
Altes Logo der Ludwig von Roll'schen Eisenwerke.

1803 plante Karl Dürholz als Vertreter der Solothurner Firma Felix Brunner und Cie. die Errichtung eines Schmelzofens in Matzendorf. Er machte sich kurz darauf mit seinem Bruder selbstständig und gründete die «Eisenwerke der Handelsgesellschaft der Gebrüder Dürholz & Co.» Der Ofen wurde aus unbekannten Gründen nicht in Matzendorf gebaut, obwohl eine Bewilligung des Kleinen Rats von Solothurn vorlag, jedoch später in Gänsbrunnen, wahrscheinlich 1805. Der Ratsherr aus dem Geschlecht von Roll, Ludwig von Roll (1771–1839) trat 1809 in die Firma ein, die er 1810 zusammen mit Peter von Glutz und den Eisenwerksbesitzern Viellard und Antonin aus Belfort übernahm. Die Firma nannte sich nun Ludwig von Roll & Cie.
1810 erhielt die neue Firma die Bewilligung zum Betrieb von zwei Hochöfen in Gänsbrunnen und in der Klus bei Balsthal, einer Hammerschmiede in Matzendorf und zur Erzgewinnung. 1812 wurde eine weitere Hammerschmiede in Niedergerlafingen errichtet.
Nach finanziellen Schwierigkeiten in den frühen 1820er Jahren schieden Viellard und Antonin aus der Gesellschaft aus. Im Jahre 1823 gründeten die verbliebenen Gesellschafter von Roll und von Glutz die neue Aktiengesellschaft Gesellschaft der Ludwig von Roll'schen Eisenwerke mit Sitz in Solothurn. Es dürfte sich dabei um eine der ältesten Aktiengesellschaften der Schweiz handeln. Die Bezeichnung der Firma wurde fast 140 Jahre lang, bis 1962, beibehalten. Der erste Direktor war Joseph Lack aus Kappel. 1827 erwarb die neue Gesellschaft die Werke der alten Ludwig von Roll & Cie., die sie zuvor pachtweise übernommen hatte.
Ab 1825 liefen die Geschäfte der von Roll'schen Eisenwerke dank starker Nachfrage nach Eisen in Grossbritannien und Frankreich sehr gut. Zunehmender Bedarf an Gusswaren führte 1828 zur Errichtung einer Giesserei in der Klus, in der direkt aus dem Hochofen gegossen wurde. 1836 folgte ein Walzwerk in Gerlafingen. Da die eigenen Hochöfen nicht mehr genügend Roheisen für den stetig steigenden Bedarf der von Roll'schen Eisenwerke liefern konnten, wurde für einige Zeit auch Roheisen aus dem Ausland bezogen. Nach Verbesserungen an den bestehenden Hochöfen und der Errichtung eines grösseren Hochofens in Choindez (Gemeinde Courrendlin) im Jahr 1846 konnten aber wieder genügend Roheisen für den Eigenbedarf produziert und sogar Überschüsse verkauft werden. Als schärfste Konkurrenten galten in dieser Zeit die badischen Eisenhütten.

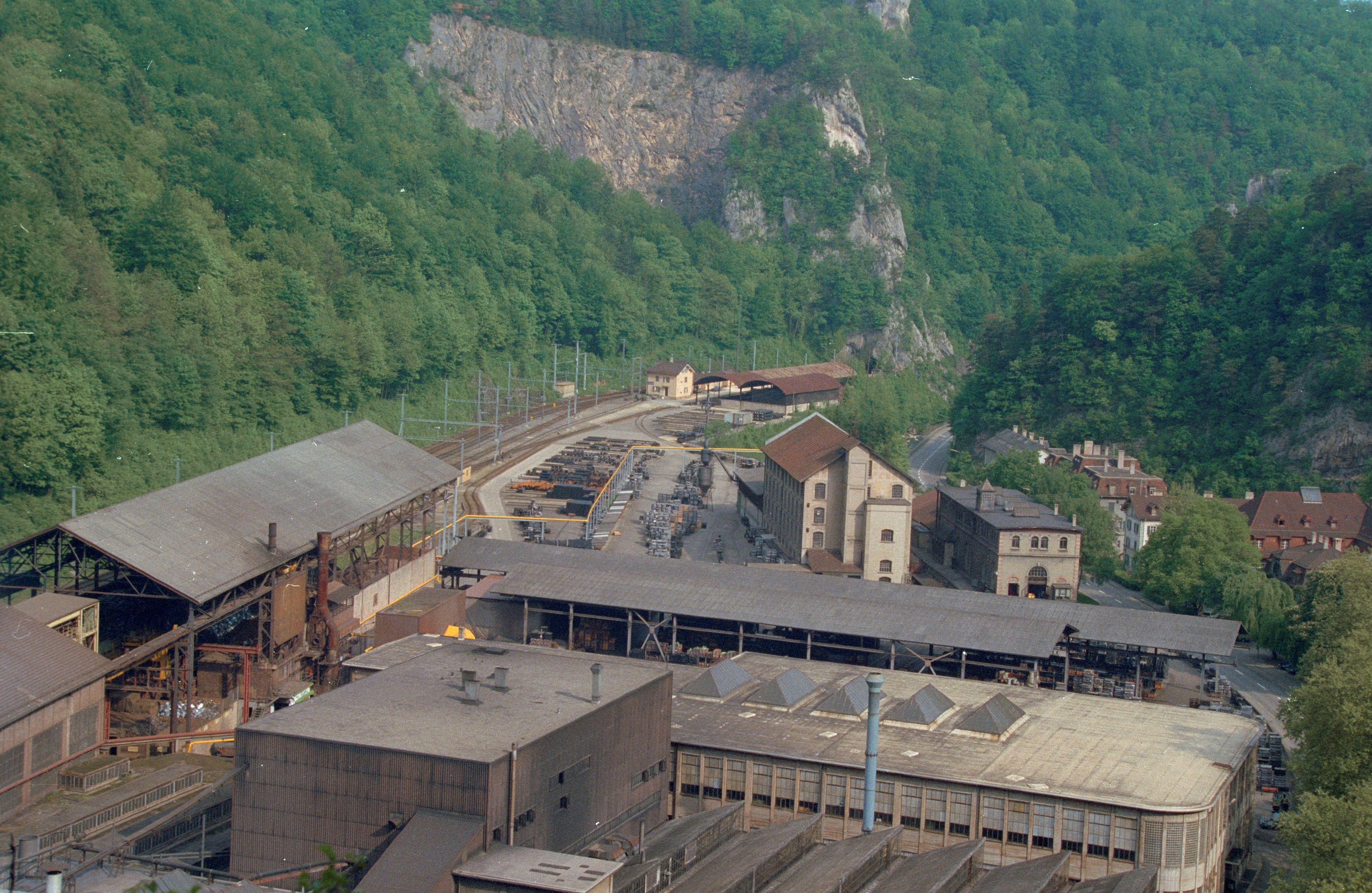
Giesserei in Choindez

Die Ludwig von Roll'schen Eisenwerke gewannen ihr Erz anfänglich ausschliesslich im Kanton Solothurn, hauptsächlich aus Gruben bei Balsthal, Matzendorf, Laupersdorf und Ramiswil, neben weniger ergiebigen Grabungen. Nach wenigen Jahren ging jedoch die Ergiebigkeit der solothurnischen Gruben stark zurück, und es wurde vermehrt Erz aus dem Berner Jura bezogen. Im Zusammenhang damit steht auch die Errichtung des Hochofens in Choindez, von dem Direktor Lack sagte: «Solange irgendwo im Jura Eisen produziert wird, wird dieses Werk seinen Rang beibehalten», was sich als zutreffend erwies: Als die Erzverhüttung in Choindez 1982 (dannzumal mit einem elektrischen Ofen) eingestellt wurde, handelte es sich dabei längst um die letzte Anlage in der Schweiz. Das Walzwerk in Gerlafingen wurde in den 1840er Jahren mehrfach vergrössert. 1845 gab von Roll den Hochofen in Gänsbrunnen auf.
Vom allgemeinen wirtschaftlichen Aufschwung der Schweiz in den 1850er Jahren profitierten auch die von Roll'schen Eisenwerke, insbesondere durch die aufkommende Eisenbahn und den zunehmenden Bedarf an Rohrleitungen für Gas- und Wasserwerke. 1858 wurden im Hochofen Choindez 2040 t, im Hochofen Klus 1530 t Roheisen produziert. An Schmiedeeisen wurden in Gerlafingen 1300 t, in Choindez 485 t erzeugt, hinzu kamen 410 t Gusswaren in der Klus. Ab 1859 liefen die Geschäfte jedoch wieder schlechter. Negative Auswirkungen hatten insbesondere der Sardinische Krieg und der vorübergehend abnehmende Eisenbahnbau. Seit den 1850er Jahren stellte man in Choindez Gussröhren her.
Ab 1867 wurde die Feuerung des Hochofens Choindez von Holzkohle auf Koks umgestellt. Der Ofen war dafür nicht gut geeignet, und wegen hoher Kokspreise wurde 1873 kurzfristig wieder auf Holzkohlefeuerung umgestellt. 1877 konnte jedoch ein neuer koksgefeuerter Hochofen mit wesentlich höherer Produktion (4200 t) in Betrieb genommen werden. 1873 verlegte die Gesellschaft ihren Sitz von Solothurn nach Gerlafingen.
1880 übernahm von Roll die Eisenwerke von Undervelier und brach den dortigen Hochofen ab. Hedinger schreibt in seinem Aufsatz in der Festschrift zum hundertjährigen Bestehen der Firma offen, dass sich die von Roll'sche Gesellschaft mit dem Kauf «nicht nur einen Konkurrenten beim Eisenverkauf und Holzeinkauf vom Halse» schaffte, sondern «was ihr namentlich wichtiger war, in den Besitz von weiteren 7/18 Anteilen an der gemeinsamen Delsberger Erzkonzession [kam], so dass sie nach dem Kauf 14/18 besass.» 1883 erwarb von Roll das Werk in Rondez von der in Liquidation getretenen Société des Forges de Vallorbe et des Rondez. Dazu gehörte ein alter Hochofen in Delémont (Delsberg), den von Roll abbrach, und ein Holzkohlenofen in Rondez, der noch einige Jahre weiterbetrieben wurde. Von Roll kam durch den Kauf in den Besitz fast aller Erzkonzessionen im Delsbergertal und konnte die wenigen fehlenden später noch erwerben. So verblieben in den 1880er Jahren von den früher zahlreichen jurassischen Eisenhütten nur die Werke der Firma von Roll in Gerlafingen und Choindez.
Mit Eisen, Gussröhren und Armaturen beteiligten sich die Ludwig von Roll'schen Eisenwerke bereits an den Leistungsschauen in Bern 1848 und 1857 sowie 1873 an der Weltausstellung in Wien. In grösserem Umfang trat die Gesellschaft an den ersten Schweizerischen Landesausstellungen im Jahre 1883 in Zürich und 1896 in Genf auf.

### 20. Jahrhundert
1914 produzierte der Hochofen von Choindez als bereits einziger verbliebener Hochofen der Schweiz 22'000 t Roheisen pro Jahr, womit er die Gesamtproduktion der neun schweizerischen Hochöfen im Jahre 1858 um mehr als 50 % übertraf. Die überbaute Fläche der von Roll'schen Werke betrug 161'393 Quadratmeter. Die Gesellschaft errichtete im Laufe der Zeit Wohnhäuser für das Personal, dies aufgrund der isolierten Lage der älteren Werke und der Erweiterung aller Werke. Zum Zeitpunkt der Landesausstellung 1914 in Bern waren es 815 Wohnungen sowie Logierhäuser für ledige Angestellte und Arbeiter mit 483 Betten. Das Unternehmen rühmte sich «geräumiger, modern eingerichteter Speiseanstalten», in denen die Arbeiter «zu bescheidenem Preise gute, nahrhafte Verpflegung (Mittagessen bestehend in Suppe, Fleisch, Gemüse und Brot)» erhielten.
Mit dem Ausbruch des Ersten Weltkriegs wurde auch in der Schweiz die Generalmobilmachung angeordnet, und die von Roll'schen Eisenwerke konnten ihren Betrieb anfänglich nur in beschränktem Umfang fortführen. Das Werk Klus stand drei Wochen still, während die Werke Choindez, Rondez und Undervelier fast ständig mit Truppen belegt waren, da sie sehr nahe an der Grenze lagen. Nach einer Reduktion der für den Grenzschutz aufgebotenen Truppen konnten die Werke langsam wieder den vollen Betrieb aufnehmen, hatten aber mit der zunehmend schwieriger werdenden Rohmaterialbeschaffung aus dem Ausland zu kämpfen.
Sofort zu Kriegsbeginn verhängte die deutsche Regierung ein Ausfuhrverbot für Kohle, und der Betrieb des Hochofens in Choindez musste eingestellt werden. Später konnte der Bundesrat die deutsche Regierung dazu bewegen, die Kohlenausfuhr nach der Schweiz zu erlauben. Dadurch war die Kohlenversorgung der Schweiz und der von Roll'schen Werke bis Ende 1916 gesichert. Von da an wurde jedoch wesentlich weniger Kohle aus Deutschland geliefert. Ab 1917 nahm man daher verstärkt die Ausbeutung von Torfvorräten in der Schweiz als Ersatzbrennstoff in Angriff. Von Roll beteiligte sich an einer Schweizerischen Torfgenossenschaft und beutete selbständig ein Torflager in Montfaucon aus. Die Kosten waren trotz guter Torfqualität jedoch unverhältnismässig hoch. Bei Buix in der Nähe von Porrentruy wurde durch Tiefbohrungen nach Kohle gesucht, man stellte diese jedoch wieder ein, nachdem auch in einer Tiefe von über 1000 m immer noch keine Kohle gefunden worden war.

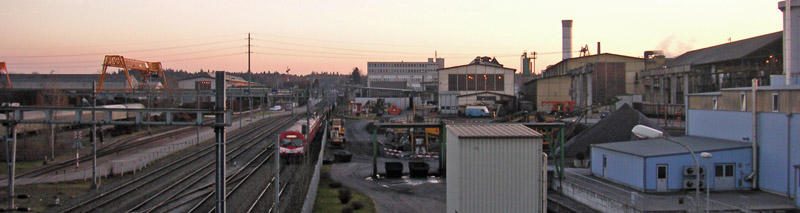
Stahlwerk Gerlafingen

Auch der Flussstahl aus Deutschland wurde teurer, 1917 kostete Halbzeug 420 Franken pro Tonne, 1918 schon 700. Dies führte dazu, dass in Gerlafingen ein eigenes Stahlwerk errichtet wurde. Man baute einen Siemens-Martin-Ofen und einen Elektroofen. 1922 ging ein weiterer Elektroofen in Betrieb, der Siemens-Martin-Ofen jedoch wurde aufgrund hoher Löhne und Kohlenpreise bereits 1921 stillgelegt. Von Roll entwickelte für seine Elektroöfen eine neue Beschickungsmethode, von oben mit Mulden statt durch die Tür. Dieses Verfahren setzte sich anschliessend weltweit durch.
Während des Zweiten Weltkriegs kehrte der Schweizer Metallurge Robert Durrer aus Berlin zurück und entwickelte in Gerlafingen ein neues Stahlherstellungsverfahren, bei dem mit reinem Sauerstoff gefrischt wird. Das Verfahren war jedoch in Gerlafingen nicht wirtschaftlich, da es grössere Mengen an Roheisen, als das Werk liefern konnte, benötigte. Es wurde später in Österreich weiterentwickelt und als Linz-Donawitz-Verfahren bekannt. Von Roll war während des Krieges Unterlieferantin der Firma Oerlikon-Bührle, die als wichtigste Schweizer Rüstungs-Lieferantin von Hitler-Deutschland galt.

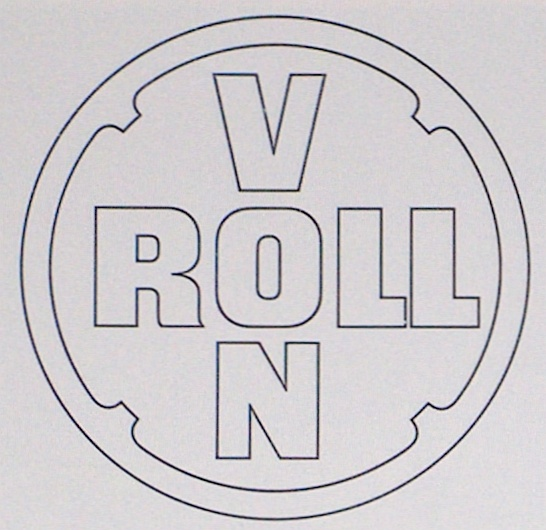
Bis 1972 genutztes Logo, jetzt wieder genutzt von vonRoll infratec.

An der Generalversammlung vom 29. Mai 1962 änderte die Firma ihren Namen von Gesellschaft der Ludw. von Roll'schen Eisenwerke A.G. in Von Roll AG ab. Begründet wurde dies damit, dass die Bezeichnung «Eisenwerke» angesichts des stark erweiterten Fabrikationsprogramms zu eng geworden und in der praktischen Anwendung zu kompliziert sei. Die durch die Ölkrise 1973 verursachte Wirtschaftskrise versetzte der Von Roll, wie der gesamten Schweizer Industrie, einen schweren Schlag. Das Unternehmen entwickelte sich dadurch zu einem Sanierungsfall.
1988 übernahm Von Roll die Isola-Werke in Breitenbach von der United Technologies Essex Group, welche die Schweizerischen Isola-Werke 1982 übernommen hatte. In den 1990er Jahren nahmen die Schwierigkeiten Jahr für Jahr zu. Das 1977 von Von Roll erworbene Stahlwerk Monteforno in Bodio, Kanton Tessin, wurde am 31. Januar 1995 geschlossen.
1996 trennte sich Von Roll von ihrem traditionellen Kerngeschäft, der Stahlherstellung in der Schweiz. Aus dem Werk Gerlafingen wurde mit der Von Moos AG die Swiss Steel, die 2003 von Schmolz + Bickenbach übernommen wurde. Schmolz + Bickenbach wiederum verkaufte die Stahl Gerlafingen AG 2006 an die italienische Beltrame-Gruppe. Auch den Bereich Seilbahnen verkaufte Von Roll 1996. Käufer war das österreichische Seilbahnunternehmen Doppelmayr.
1997 war Von Roll vollständig aus dem Stahlgeschäft ausgestiegen, nachdem auch noch die New Jersey Steel Corporation in den USA verkauft wurde. Darüber hinaus wurden in den 1990er Jahren die Einschienenbahn-, Hydraulik-, Elektrokabel- und Filtrationsgeschäfte verkauft. Die Einschienenbahn-Sparte ging zunächst über die AEG Schienenfahrzeuge GmbH (1993) an Adtranz (1996) und von dort an Bombardier Transportation (2001), das schliesslich von Alstom übernommen wurde (2021).
1997 erwarb Von Roll die Giesserei Voith Guss GmbH in Heidenheim an der Brenz, die 1911 vom Maschinenbaukonzern Voith gegründet worden war. Nach Insolvenz dieser Tochtergesellschaft Von Roll Voith Guss GmbH wurde sie Anfang 2005 von einer Tochtergesellschaft von Voith, der Heidenheimer Gießerei GmbH & Co. KG, zurückerworben.
Der Bereich Schienenunterhalt und öffentlicher Verkehr, besonders stark im Bereich der Fertigung von Zahnradbahnen, wurde 2000 an die Tensol Rail in Giornico im Tessin abgegeben.
Als die drei Kernbereiche der «neuen» Von Roll verblieben Von Roll Inova mit der Umwelttechnik, Von Roll Isola mit Elektro-Isoliermaterialien, industriellen Verbundwerkstoffen, Technologien für die Elektronikindustrie und isolierten Spezialleitern, sowie Von Roll Infratec mit Bauguss/Industrieguss, Druckrohren/Industrieguss, Armaturen, Maschinen/Fördertechnik und dem Bau- und Landmaschinenhersteller Robert Aebi AG in Regensdorf.

### 21. Jahrhundert
Noch 2003 musste Von Roll um ihr Überleben kämpfen, nachdem das Eigenkapital per Ende 2002 aufgrund der in den Vorjahren akkumulierten Verluste auf nur noch CHF 10,5 Millionen geschmolzen war. Von Roll wurde zum Sanierungsfall. In Zusammenarbeit mit den kreditgebenden Banken wurde beschlossen, die Konzernbereiche vonRoll infratec (Guss, Wasser- und Gasinfrastrukturen sowie IT) und Von Roll Inova (Umwelttechnik) zu veräussern.  Als erste Massnahme wurde im April 2003 die vonRoll infratec an eine Unternehmergruppe um Jürg Brand verkauft. Die vonRoll infratec-Gesellschaften sind seither unabhängig, führen den Namen des Gründers aber weiterhin auch in der Firma, ergänzt durch die Zusätze 'casting', 'hydro', 'infratec' oder 'itec'. Im Oktober 2003 folgte als zweiter Sanierungsschritt der Verkauf der Von Roll Inova Holding an die A-Tec-Tochter Austrian Energy & Environment (AE&E), unter welcher sie ihren Namen bis zur Einführung der Einmarken-Strategie im Juni 2010 behielt. Ende 2010 wurde die AE&E Inova AG an Hitachi Zōsen verkauft, wodurch das Unternehmen zu einem neuen Namen Hitachi Zosen Inova AG kam. Mit der 2004 umgesetzten strategischen Neuausrichtung mit der Konzentration auf den Ausbau des Isolationsgeschäfts gelang Von Roll der Turnaround. 2005 wurde die Von Roll Isola in Von Roll umbenannt. Von Roll war nun ganz auf das Isolationsgeschäft konzentriert.
Im Januar 2008 vollzog Von Roll den Kauf der chinesischen Shenzhen Mica mit 1000 Beschäftigten, im August selben Jahres wurde Von Roll 100%ige Eigentümerin der indischen Gesellschaften Pearl Insulation Pvt Ltd. und Pearl Metal Products (Bangalore) Pvt Ltd.; im Oktober 2008 wurde zudem der israelische Transformatorenhersteller Enerco Enterprises übernommen.
Am 7. April 2008 verlegte die Von Roll Holding AG ihren Sitz von Gerlafingen nach Breitenbach, dem Sitz der Isola.
Zur vonRoll infratec gehören heute die vonRoll casting mit den Giessereien in Delémont und Emmenbrücke, die vonRoll hydro (Rohrleitungs- und Netzüberwachungssysteme) in Oensingen und Choindez, die vonRoll itec (IT-Dienstleistungen) in Gerlafingen und die vRbikes.ch ag (E-bikes, E-Trikes, Ladestation ELECTRANT) in Choindez. Die Klus bei Balsthal wird heute noch von den umfangreichen Gebäudeanlagen dominiert, die ehemals zum Werk Klus der Von Roll gehörten. Inzwischen sind sie Sitz verschiedener anderer Firmen. Aus der «alten» Von Roll ging zudem die Bank von Roll hervor. Diese wurde 2007 unter dem Namen «Von Roll Finanz AG» ursprünglich zwecks Finanzierung der Konzerngesellschaften der Von Roll Holding AG gegründet, im Januar 2009 jedoch aus dem Konzern herausgelöst und als Privatbank verselbständigt.
Im August 2023 gab der deutsche Chemiekonzern Altana bekannt, über seine Tochter Elantas Von Roll zu erwerben und von der Börse zu nehmen. Dem Gesuch um Dekotierung der Aktien hat die Börsenaufsicht am 18. Dezember 2023 entsprochen.

## Produkte

### Übersicht

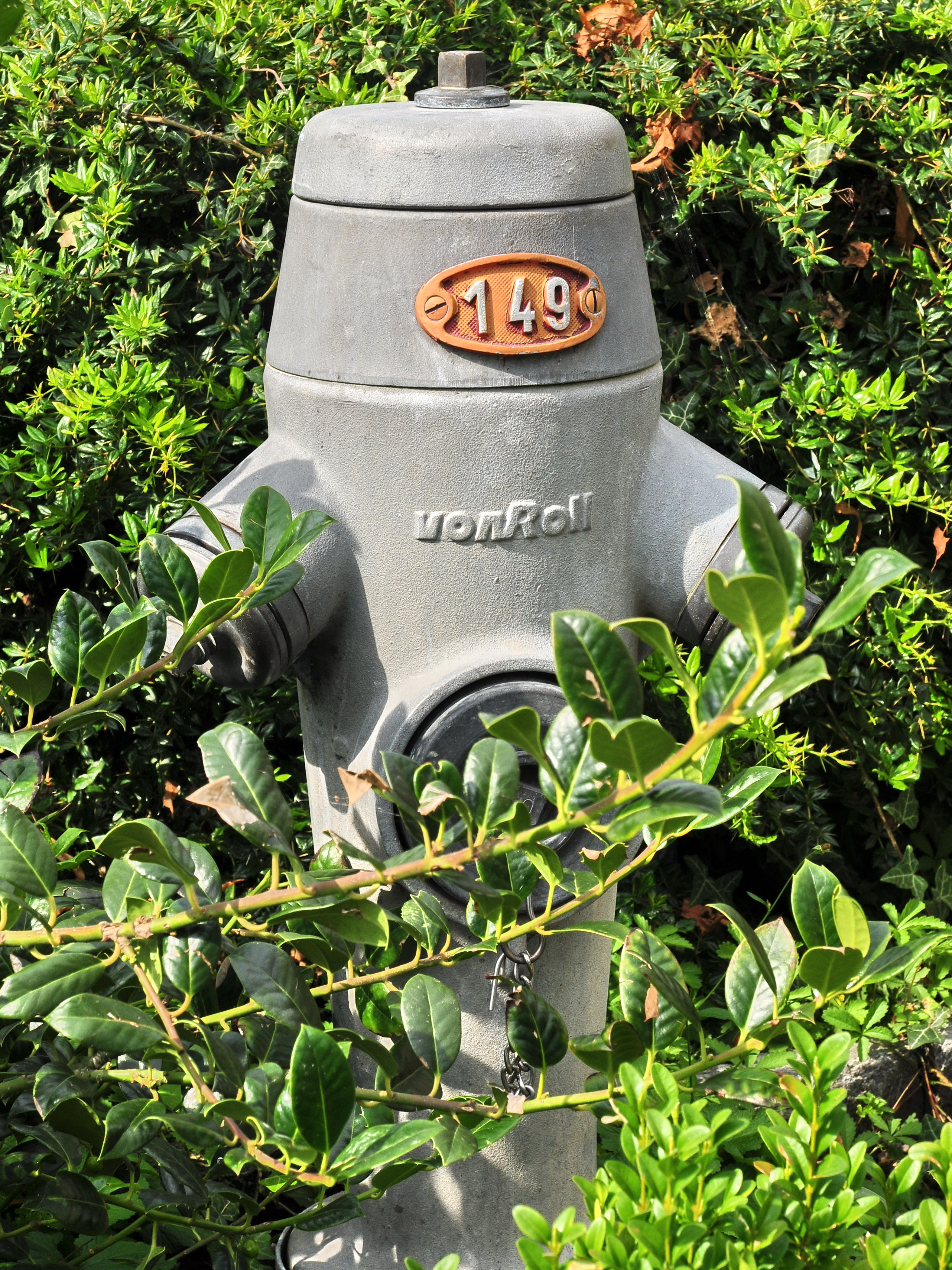
Hydrant aus der Produktion der vonRoll.

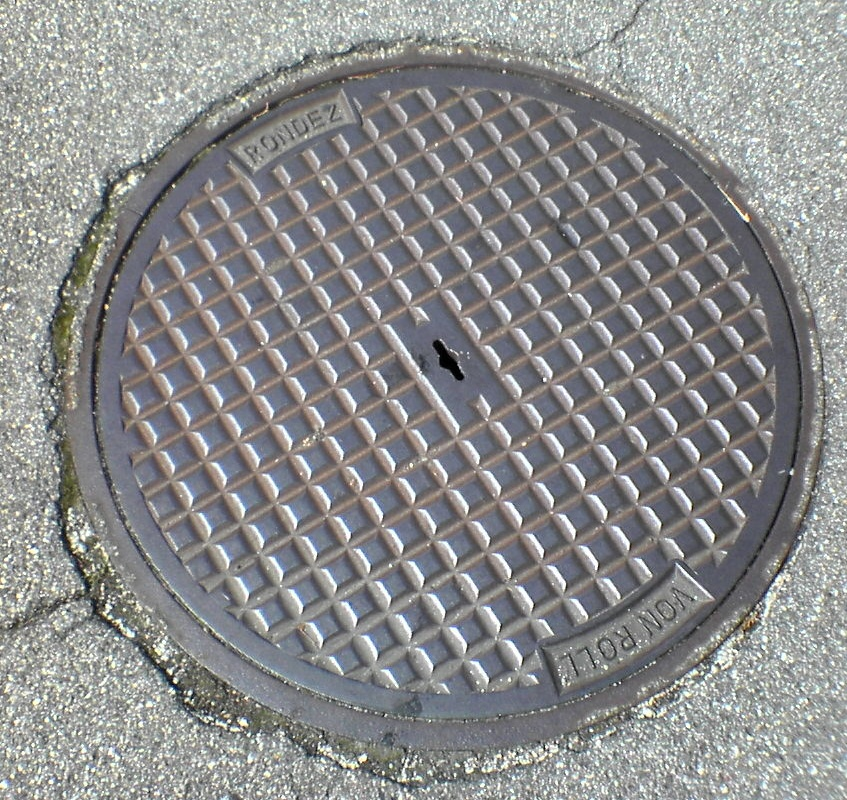
Schachtdeckel aus dem Werk Rondez der vonRoll.

Die Gesellschaft der Ludwig von Roll’schen Eisenwerke weitete ihr Sortiment über lange Zeit hinweg stetig aus. 1955, einige Jahre vor dem Höhepunkt dieser Entwicklung, gestaltete sich das Angebot wie folgt:
- Roheisen (Werke Gerlafingen und Choindez)
- Legierte und unlegierte Stähle, Warmwalzerzeugnisse, Schmiedestücke bis 12 t Stückgewicht (Werk Gerlafingen)
- Gussstücke bis 40 t Stückgewicht in Grauguss, Hartguss, hitze- und korrosionsbeständigem Gusseisen, Sphäroguss, Nichteisenmetallguss (Werke Klus, Olten, Choindez, Rondez, Bern)
- Pressen, Abschluss- und Regulierorgane für Kraftwerke, Armaturen, Getriebe, Maschinen für die chemische Industrie, Walzwerke, Kalander, Transport- und Verladeanlagen, Krane, Luft- und Standseilbahnen, Baumaschinen (Werke Klus, Rondez, Bern)
- Kehrichtverbrennungsanlagen, Anlagen für Öl- und Fettindustrie, Zementindustrie und Eisenerzverhüttung (L. von Roll AG Zürich)

Im Schweizer Strassenbild noch heute allgegenwärtig sind die Hydranten (heute Firma vonRoll hydro) der Von Roll und Schachtdeckel aus dem Werk Rondez mit entsprechend eingegossenem Schriftzug Von Roll Rondez. Verbreitet waren auch Heizkessel aus dem Werk Klus.

### Seilbahnen
Ende des 19. Jahrhunderts übernahm von Roll die Fabrik der liquidierten Maschinenfabrik Bern AG und errichtete dort eine weitere Giesserei. Man spezialisierte sich auf Eisenbahnmaterial und früh schon auf die Herstellung kompletter Standseil- und Luftseilbahnen. Bereits Maschinen, Kabinen und Bremswagen des Wetterhorn-Aufzugs, einer der ersten Luftseilbahnen der Welt, wurden 1908 vom Werk Bern der von Roll'schen Eisenwerke geliefert. Im Laufe des Jahrhunderts wurden die Seilbahnen der von Roll international bekannt. Mit dem System VR101 entwickelte von Roll 1944 eine kuppelbare Einseil-Umlaufbahn, von der weltweit gegen 110 Anlagen wie die Gaustabane in Norwegen errichtet wurden. 1956 baute von Roll eine Gondelbahn für Disneyland in Anaheim, Kalifornien, von Disney als Skyride bezeichnet. Die Bezeichnung Skyride wurde in den USA in der Folge für alle Von-Roll-Kleinkabinenbahnen verwendet. Zu den letzten noch verbliebenen Bahnen in Europa nach dem System VR 101 gehörte die Jennerbahn, während die letzte Bahn in der Schweiz die Sesselbahn Oberdorf–Weissenstein war.
Wie unter 20. Jahrhundert erwähnt, verkaufte Von Roll 1996 den Bereich Seilbahnen an das Seilbahnunternehmen Doppelmayr.

## Geschäftsbereiche/Konzernstruktur
Von Roll produziert Isolationsprodukte und Systeme für die Elektromaschinenindustrie sowie in der Herstellung von Verbundwerkstoffen und Teilen für Industrieanwendungen. Zudem stellt Von Roll hitze- und feuerbeständige Isolationsprodukte her, welche in der Kabelherstellung und Elektronikindustrie ihre Anwendung finden. Von Roll deckt hierbei die Wertschöpfungskette vom Engineering über die Produktion bis hin zur Anwendung ab.
Im Januar 2008 wurden die Shenzhen Mica Werke in China übernommen. Im Juni 2013 folgte eine weitere Übernahme der Albesiano Sisa Vernici S. p. a. in Italien. Beide Unternehmen gehören heute zum Kerngeschäft Electrical Insulation. 2016 war die Unternehmensgruppe in 15 Ländern an 29 Standorten mit rund 1700 Mitarbeitern vertreten.
Die operativen Aktivitäten der Von Roll Holding AG gliedern sich in drei Bereiche: Von Roll Insulation (vormals Electrical), Von Roll Composites (vormals Industrial) und Sonstige Aktivitäten, welche u. a. bis zur Veräusserung des kommunalen Trinkwassergeschäfts 2018 auch die Aufbereitung von Wasser/Abwasser durch die Von Roll BHU Umwelttechnik GmbH einschlossen.
Die 2008 und 2009 gebildeten Segmente Von Roll Transformers und Von Roll Solar wurden unterdessen wieder eingestellt.
Von Roll Insulation produziert und vertreibt elektrische Isolationsmaterialien für Grossgeneratoren, Hochspannungsmotoren, Windgeneratoren, Traktions- und Maschinenmotoren für den Niederspannungsbereich sowie für Transformatoren. Zu den Produkten in diesem Segment gehören unter anderem lackisolierte Drähte und Spulen, Harze und Lacke, Glimmer-Isolierbänder sowie Feste und Flexible Laminate. Von Roll liefert einzelne Produkte und auch komplette Isolationssysteme.
Von Roll Composites umfasst Produkte und Dienstleistungen mit Fokus auf die mechanischen, thermischen und chemischen Eigenschaften des Isoliermaterials. Das Segment unterteilt sich in die Produktlinien Verbundwerkstoffe, Formpressteile und Kabel (vor allem feuerfeste Kabel).
Von Roll bietet darüber hinaus verschiedene Dienstleistungen im Bereich Beratung und Prüfung an. Von Roll verfügt über Labore zur Prüfung von Systemen und Materialien auf dem Gebiet elektrischer Isoliermaterialien und Isoliersysteme. Das Hochspannungslabor in Breitenbach ist auf die mechanische und elektrische Prüfung von Hochspannungsmaterialien und Systemen spezialisiert. Das UL-Labor in Schenectady, USA, ist auf alle Arten der UL-Prüfungen für Mittel- und Niederspannung spezialisiert, meist die UL-1446-Prüfung.
Das Segment Von Roll Transformers entstand nach der im Oktober 2008 vollzogenen Übernahme des israelischen Transformatorenherstellers Enerco Enterprises und umfasste die Herstellung und Lieferung von Lösungen zur Energieübertragung und -verteilung. Dazu gehörten die Installation, Wartung und Reparaturleistungen insbesondere für Hochleistungstransformatoren sowie für mittelgrosse und kleinere Transformatoren. Das Angebot umfasste zusätzlich auch Verteilertransformatoren, mobile Umspannwerke für den temporären Einsatz (beispielsweise bei Katastrophen) sowie Spezialtransformatoren. Per 31. Dezember 2014 wurde Von Roll Transformers verkauft und gehört seither nicht mehr zur Von Roll-Gruppe.
Im Jahr 2009 stieg Von Roll in den Solarbereich (Photovoltaikzellen) mit einem neu gegründeten Segment Von Roll Solar ein. 2012 wurde die Solar-Sparte des Industrieunternehmens Von Roll wieder eingestellt, nachdem eine mehrmonatige Suche nach einem Käufer erfolglos geblieben war.

## Struktur
- Weltweite Standorte